# I liga 1992-1993
La I liga 1992-1993 fu la 67ª edizione della massima serie del campionato polacco di calcio, la 59ª edizione nel formato di campionato. La stagione iniziò l'8 agosto 1992 e si concluse il 20 giugno 1993. Il Lech Poznań vinse il campionato per la quinta volta nella sua storia, la seconda consecutiva. Capocannoniere del torneo fu Jerzy Podbrożny, attaccante del Lech Poznań, con 25 reti realizzate.

## Stagione

### Novità
Dalla I liga 1991-1992 vennero retrocessi in II liga il Motor Lublino, lo Stal Stalowa Wola, lo Zagłębie Sosnowiec e l'Igloopol Dębica; mentre vennero promossi dalla II liga 1992-1993 il Siarka Tarnobrzeg, lo Jagiellonia, il Pogoń Stettino e il Szombierki Bytom.

### Formula
Le diciotto squadre partecipanti si affrontavano in un girone all'italiana con partite di andata e ritorno, per un totale di 34 giornate. La squadra prima classificata era campione di Polonia e si qualificava per il primo turno preliminare della UEFA Champions League 1993-1994. La squadra classificata al secondo posto si qualificava per il turno preliminare della Coppa UEFA 1993-1994. La vincitrice della Coppa di Polonia veniva ammessa al turno preliminare della Coppa delle Coppe 1993-1994. Le ultime quattro classificate venivano retrocesse direttamente in II liga.

### Avvenimenti
Ad una giornata dalla fine del campionato, Legia Varsavia e ŁKS Łódź erano prime a pari punti: l'assegnazione del titolo quindi, in caso di vittoria per entrambe, sarebbe stata decisa dalla migliore differenza reti. Le due partite, che vedevano entrambe le pretendenti al titolo affrontare squadre senza più obbiettivi, rispettarono il pronostico con le favorite che si imposero con un ampio margine di reti (Wisła-Legia 0-6 e ŁKS-Olimpia 7-1). La federazione polacca decise, però, di aprire un'indagine in seguito alle polemiche scaturite dallo svolgimento delle partite: all'esito del procedimento, entrambe le gare furono annullate. Venne quindi dichiarato vincitore del campionato il Lech Poznań, terzo classificato. Intervenne anche la UEFA che, dichiarato immorale quanto avvenuto, tolse al paese i posti in Coppa UEFA distribuendoli ad altre nazioni. Gli eventi dell'ultima giornata di questa stagione sono colloquialmente noti come "La domenica dei miracoli" (Niedziela cudów).

## Squadre partecipanti
| Club              | Città      | Stagione precedente                  |
| ----------------- | ---------- | ------------------------------------ |
| GKS Katowice      | Katowice   | 2º posto in I liga                   |
| Górnik Zabrze     | Zabrze     | 4º posto in I liga                   |
| Hutnik Cracovia   | Cracovia   | 12º posto in I liga                  |
| Jagiellonia       | Białystok  | 2º posto nel girone est di II liga   |
| Lech Poznań       | Poznań     | Campione di Polonia                  |
| Legia Varsavia    | Varsavia   | 10º posto in I liga                  |
| ŁKS               | Łódź       | 11º posto in I liga                  |
| Olimpia Poznań    | Poznań     | 14º posto in I liga                  |
| Pogoń Stettino    | Stettino   | 1º posto nel girone ovest di II liga |
| Ruch Chorzów      | Chorzów    | 5º posto in I liga                   |
| Siarka Tarnobrzeg | Tarnobrzeg | 1º posto nel girone est di II liga   |
| Śląsk Breslavia   | Breslavia  | 6º posto in I liga                   |
| Stal Mielec       | Mielec     | 13º posto in I liga                  |
| Szombierki Bytom  | Bytom      | 2º posto nel girone ovest di II liga |
| Widzew Łódź       | Łódź       | 3º posto in I liga                   |
| Wisła Cracovia    | Cracovia   | 7º posto in I liga                   |
| Zagłębie Lubin    | Lubin      | 9º posto in I liga                   |
| Zawisza Bydgoszcz | Bydgoszcz  | 8º posto in I liga                   |

## Classifica finale
|  | Pos. | Squadra           | Pt | G  | V  | N  | P  | GF | GS | DR  |
|  | ---- | ----------------- | -- | -- | -- | -- | -- | -- | -- | --- |
|  | 1.   | Lech Poznań       | 47 | 34 | 17 | 13 | 4  | 70 | 29 | +41 |
|  | 2.   | Legia Varsavia    | 47 | 33 | 20 | 7  | 6  | 50 | 26 | +24 |
|  | 3.   | ŁKS               | 47 | 33 | 18 | 11 | 4  | 53 | 32 | +21 |
|  | 4.   | Ruch Chorzów      | 44 | 34 | 19 | 6  | 9  | 52 | 27 | +25 |
|  | 5.   | Widzew Łódź       | 43 | 34 | 16 | 11 | 7  | 60 | 42 | +18 |
|  | 6.   | Stal Mielec       | 39 | 34 | 12 | 15 | 7  | 41 | 28 | +13 |
|  | 7.   | Pogoń Stettino    | 39 | 34 | 15 | 9  | 10 | 35 | 33 | +2  |
|  | 8.   | GKS Katowice      | 37 | 34 | 13 | 11 | 10 | 52 | 36 | +16 |
|  | 9.   | Górnik Zabrze     | 35 | 34 | 11 | 13 | 10 | 43 | 40 | +3  |
|  | 10.  | Wisła Cracovia    | 34 | 33 | 12 | 10 | 11 | 49 | 37 | +12 |
|  | 11.  | Siarka Tarnobrzeg | 31 | 34 | 11 | 9  | 14 | 39 | 42 | -3  |
|  | 12.  | Zagłębie Lubin    | 30 | 34 | 10 | 10 | 14 | 48 | 41 | +7  |
|  | 13.  | Zawisza Bydgoszcz | 30 | 34 | 12 | 6  | 16 | 41 | 60 | -19 |
|  | 14.  | Hutnik Cracovia   | 29 | 34 | 8  | 13 | 13 | 40 | 46 | -6  |
|  | 15.  | Szombierki Bytom  | 23 | 34 | 8  | 7  | 19 | 31 | 59 | -28 |
|  | 16.  | Śląsk Breslavia   | 23 | 34 | 9  | 5  | 20 | 33 | 74 | -41 |
|  | 17.  | Olimpia Poznań    | 21 | 33 | 7  | 7  | 19 | 27 | 49 | -22 |
|  | 18.  | Jagiellonia       | 9  | 34 | 2  | 5  | 27 | 28 | 91 | -63 |

Legenda:
      Campione di Polonia e ammessa alla UEFA Champions League 1993-1994.
      Ammessa alla Coppa delle Coppe 1993-1994.
      Ammessa alla Coppa UEFA 1993-1994.
      Retrocessa in II liga 1993-1994.
Note:
Due punti a vittoria, uno a pareggio, zero a sconfitta.

## Risultati
|                   | LcP  | Leg  | ŁKS  | RuC  | Wid  | StM  | Pog  | GKS  | GóZ  | WiC  | Sia  | ZaL  | Zaw  | Hut  | Szo  | Ślą  | Oli  | Jag  |
| ----------------- | ---- | ---- | ---- | ---- | ---- | ---- | ---- | ---- | ---- | ---- | ---- | ---- | ---- | ---- | ---- | ---- | ---- | ---- |
| Lech Poznań       | –––– | 2-2  | 0-0  | 2-0  | 3-3  | 0-0  | 3-0  | 1-2  | 5-0  | 2-3  | 1-1  | 2-0  | 2-2  | 7-1  | 1-0  | 3-1  | 6-1  | 5-0  |
| Legia Varsavia    | 1-1  | –––– | 2-0  | 0-0  | 2-1  | 1-0  | 1-0  | 3-1  | 1-0  | 1-1  | 2-0  | 2-1  | 5-1  | 2-0  | 4-0  | 1-0  | 2-0  | 1-0  |
| ŁKS               | 0-0  | 1-1  | –––– | 2-1  | 3-3  | 0-0  | 2-0  | 1-0  | 1-2  | 1-1  | 3-0  | 2-1  | 3-2  | 2-2  | 2-1  | 3-2  | 7-1  | 5-0  |
| Ruch Chorzów      | 2-0  | 2-0  | 2-2  | –––– | 0-2  | 0-1  | 0-1  | 1-0  | 1-0  | 2-1  | 3-1  | 1-0  | 2-0  | 2-1  | 1-0  | 5-0  | 2-0  | 2-0  |
| Widzew Łódź       | 0-3  | 2-0  | 2-0  | 3-3  | –––– | 1-2  | 2-1  | 1-2  | 1-1  | 2-0  | 3-0  | 2-2  | 2-1  | 2-2  | 1-0  | 2-0  | 3-0  | 2-0  |
| Stal Mielec       | 1-2  | 0-1  | 1-1  | 2-1  | 1-1  | –––– | 1-1  | 2-1  | 0-0  | 0-0  | 2-0  | 0-0  | 3-2  | 0-0  | 1-1  | 0-2  | 2-0  | 4-1  |
| Pogoń Stettino    | 2-0  | 1-1  | 0-1  | 0-3  | 1-1  | 1-0  | –––– | 1-1  | 0-0  | 1-1  | 0-0  | 0-0  | 3-1  | 2-0  | 2-1  | 3-1  | 1-0  | 3-2  |
| GKS Katowice      | 1-3  | 1-1  | 0-0  | 1-1  | 1-3  | 2-2  | 1-0  | –––– | 0-0  | 2-0  | 4-1  | 2-0  | 2-1  | 0-2  | 5-0  | 4-2  | 0-0  | 7-1  |
| Górnik Zabrze     | 2-2  | 0-3  | 1-2  | 1-1  | 1-2  | 0-0  | 3-1  | 1-1  | –––– | 3-1  | 0-1  | 3-1  | 3-0  | 1-1  | 4-2  | 3-2  | 4-0  | 3-2  |
| Wisła Cracovia    | 0-0  | 0-6  | 0-3  | 0-1  | 4-0  | 2-0  | 0-1  | 1-1  | 1-1  | –––– | 0-2  | 2-0  | 6-1  | 1-1  | 2-0  | 5-0  | 1-0  | 6-3  |
| Siarka Tarnobrzeg | 0-1  | 1-2  | 0-1  | 1-0  | 1-0  | 2-2  | 0-1  | 1-1  | 1-1  | 0-0  | –––– | 3-3  | 2-0  | 2-0  | 3-0  | 3-1  | 3-0  | 2-0  |
| Zagłębie Lubin    | 2-2  | 3-1  | 2-3  | 1-1  | 2-1  | 1-1  | 0-1  | 0-1  | 0-1  | 3-0  | 2-0  | –––– | 4-1  | 1-0  | 1-2  | 7-0  | 2-0  | 3-0  |
| Zawisza Bydgoszcz | 0-2  | 0-1  | 1-3  | 4-1  | 1-1  | 1-3  | 0-3  | 1-0  | 1-0  | 2-1  | 2-1  | 2-1  | –––– | 2-2  | 1-0  | 0-0  | 3-0  | 4-3  |
| Hutnik Cracovia   | 1-2  | 1-0  | 2-3  | 0-2  | 2-2  | 1-1  | 3-0  | 1-4  | 3-0  | 2-2  | 1-1  | 0-0  | 0-1  | –––– | 3-0  | 2-0  | 1-0  | 4-0  |
| Szombierki Bytom  | 0-0  | 1-2  | 0-0  | 0-4  | 0-1  | 1-2  | 0-0  | 0-3  | 1-0  | 2-1  | 4-2  | 1-1  | 0-0  | 3-1  | –––– | 1-2  | 0-2  | 2-1  |
| Śląsk Wrocław     | 0-0  | 1-0  | 0-1  | 0-2  | 1-3  | 0-2  | 3-1  | 3-1  | 0-2  | 0-3  | 1-0  | 3-2  | 0-0  | 1-0  | 3-3  | –––– | 0-4  | 2-1  |
| Olimpia Poznań    | 1-2  | 1-3  | 2-0  | 1-0  | 2-2  | 1-0  | 1-2  | 1-0  | 0-0  | 0-2  | 1-1  | 0-0  | 1-2  | 0-0  | 1-2  | 5-0  | –––– | 1-1  |
| Jagiellonia       | 0-5  | 3-1  | 1-2  | 0-3  | 0-3  | 0-5  | 0-1  | 0-0  | 2-2  | 0-1  | 0-3  | 1-2  | 0-1  | 0-0  | 2-3  | 2-2  | 2-1  | –––– |